# Zakrzówek (gmina)
Pour les articles homonymes, voir Zakrzówek.
Zakrzówek est une gmina rurale (gmina wiejska) du powiat de Kraśnik, dans la Voïvodie de Lublin, dans l'est de la Pologne.
Son siège administratif (chef-lieu) est le village de Zakrzówek, qui se situe environ 11 kilomètres à l'est de Kraśnik (siège du powiat) et 38 kilomètres au sud de la capitale régionale Lublin (capitale de la voïvodie).
La gmina couvre une superficie de 99,08 km2 pour une population de 6 935 habitants en 2006.

## Histoire
De 1975 à 1998, la gmina est attachée administrativement à l'ancienne voïvodie de Lublin.

Depuis 1999, elle fait partie de la nouvelle voïvodie de Lublin.

## Géographie

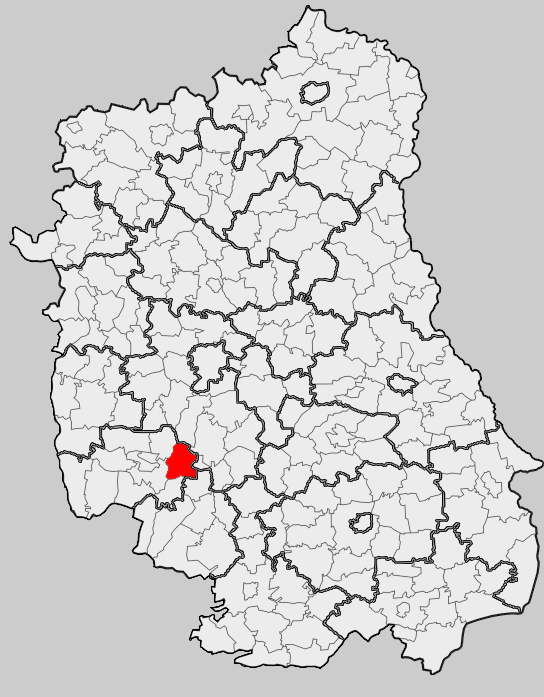
Position de la gmina dans la voïvodie

La gmina inclut les villages de:
- Bystrzyca
- Góry
- Józefin
- Kopaniny
- Lipno
- Majdan-Grabina
- Majorat
- Rudnik Drugi
- Rudnik Pierwszy
- Studzianki
- Studzianki-Kolonia
- Sulów
- Świerczyna
- Tartak
- Zakrzówek
- Zakrzówek Nowy
- Zakrzówek-Rudy
- Zakrzówek-Wieś

### Gminy voisines
La gmina de Zakrzówek est voisine des gminy de:
- Batorz
- Bychawa
- Kraśnik
- Strzyżewice
- Szastarka
- Wilkołaz
- Zakrzew

## Structure du terrain
D'après les données de 2014, la superficie de la commune de Zakrzówek est de 99,08 kilomètres carrés, répartis comme telle :
- terres agricoles : 89 %
- forêts : 5 %

La commune représente 9,86 % de la superficie du powiat.

## Démographie
Données du 30 juin 2004:
| Description        | Total  | Total | Femmes | Femmes | Hommes | Hommes |
| ------------------ | ------ | ----- | ------ | ------ | ------ | ------ |
| Unité              | Nombre | %     | Nombre | %      | Nombre | %      |
| Population         | 7 044  | 100   | 3 607  | 51,2   | 3 437  | 48,8   |
| Densité (hab./km²) | 71,1   | 71,1  | 36,4   | 36,4   | 34,7   | 34,7   |